# Psaros 40
Die Psaros 40 ist ein Renn-Segelyacht-Typ, dessen erstes Exemplar 2002 gebaut wurde. Sie wurde für Segelregatten wie der Bol d’Or auf dem Genfersee konzipiert. 
Der Segler und Bootsbauer Jean Psarofaghis, der in der Bootsklasse „5,5 JI“ Schweizermeister und Vizeweltmeister wurde, entwickelte zusammen mit Sebastien Schmidt (Designbüro SebSchmidt) diese Bootsklasse. Der Name Psaros 40 setzt sich aus Psarofaghis und der Länge von 40 Fuß zusammen. Die Psaros 40 wird von der Werft Chantier Naval Psaros in Vésanez bei Genf gebaut. Der Schiffsrumpf wird von Maxi Dolphin in Erbusco (Provinz Brescia) gefertigt. Bis Ende 2008 wurden fünf Exemplare gebaut.
Das Schiff zeichnet sich durch einen hydraulischen Schwenkkiel und variablen Wasserballast (2×450 Liter) aus. Dadurch kann der Ballastanteil im Kiel verhältnismäßig gering bleiben, was ein leichteres Gesamtgewicht des ganzen Schiffes zur Folge hat. Das Schiff kann mit einer verhältnismäßig kleinen Crew beherrscht werden. Sechs bis acht Personen sind, je nach äußeren Bedingungen auf Regatten nötig, um alle Positionen zu besetzen. 

## Regattaerfolge
Schiffe des Typs Psaros 40 waren die schnellsten Einrumpfboote des Bol d’Or 2002 und von 2004 bis 2008 und gewannen somit den „Bol der Vermeille“: Tilt 2002, 2004 und 2006, Oyster 2005 und 2008, Syz  & Co 2007.
Die Psaros 40 Da Capo war 2007 das schnellste Schiff bei dem Rund um den Bodensee und gewann damit den „Blauen Pokal“.